# Platja del riu de Santa Eulària

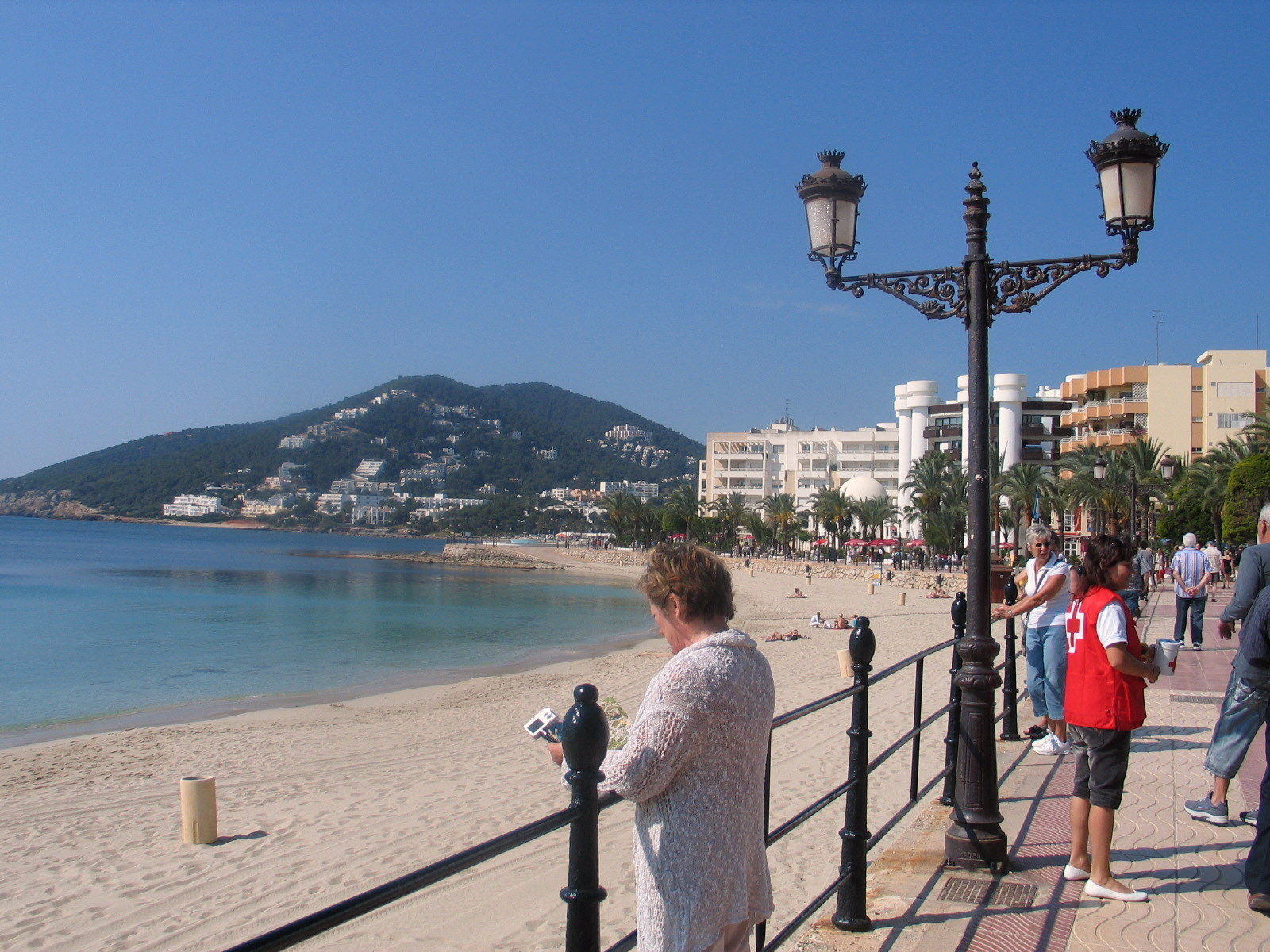
Vista de la platja.

La Platja del riu de Santa Eulària està situada en la desembocadura del riu d'aquest municipi.

## Característiques
Té unes dimensions de 400m de longitud i 100m d'ample, i està composta per arena fina i blanca barrejada amb grava procedent de l'aportació fluvial. A més a més forma una barra d'arena que s'endinsa en la mar i finalitza en un conjunt de roques. Actualment la zona s'ha convertit en residencial, ja que s'han construït nous hotels i blocs d'apartaments.

## Com arribar-hi?
Anant des d'Eivissa a Santa Eulària per la carretera PM 810 direcció Santa Eulària, una vegada s'arriba al municipi, es trenca a la dreta per l'Avinguda de Ricard Curtonys Gotarredona i després una altra vegada a la dreta pel Carrer del Ibo fins a arribar a la platja.